# اصطناع هانتش للبيرول
اصطناع هانتش للبيرول (بالإنجليزية: Hantzsch pyrrole synthesis)‏ هو تفاعل لتحضير البيرول، سمي على اسم الكيميائي الألماني آرثر رودولف هانتش.
يتم تحضير البيرول بواسطة تفاعل «هانتش» وذلك بتكثيف  بيتا كيتو إستر (1) مثل (أسيتو أسيتات الإيثيل) مع α-هالو الكيتون (2) مثل (كلورو أسيتون) ثم معالجة الناتج بأمين  أولي أو (الأمونياك) وعمل حلمهة بعد ذلك للمركب المتكون لنحصل على مستبدل للبيرول (3).

## اقرأ أيضاً
- اصطناع كنور
- اصطناع بال-كنور